# کوچک‌بردی کر
کوچک‌بردی کر ، روستایی است از توابع بخش مرکزی شهرستان گنبد کاووس در استان گلستان ایران.

## جمعیت
این روستا در دهستان باغلی ماراما قرار داشته و براساس سرشماری سال ۱۳۸۵جمعیت آن ۱۳۸نفر (۳۴خانوار) بوده است.